# Olympische Winterspiele 2018/Teilnehmer (Kirgisistan)
| Gelbes Symbol für Goldmedaillen mit stilisierten Olympischen Ringen | Graues Symbol für Silbermedaillen mit stilisierten Olympischen Ringen | Braundes Symbol für Bronzemedaillen mit stilisierten Olympischen Ringen |
| ------------------------------------------------------------------- | --------------------------------------------------------------------- | ----------------------------------------------------------------------- |
| —                                                                   | —                                                                     | —                                                                       |

Bei den Olympischen Winterspielen 2018 nahm Kirgisistan mit zwei Athleten in zwei Disziplinen teil, beides Männer. Fahnenträger bei der Eröffnungsfeier war Tariel Dscharkymbajew.

## Teilnehmer nach Sportarten

### Ski Alpin
| Athleten          | Wettbewerbe  | 1. Lauf     | 2. Lauf     | Gesamt      | Gesamt |
| Athleten          | Wettbewerbe  | Zeit        | Zeit        | Zeit        | Rang   |
| ----------------- | ------------ | ----------- | ----------- | ----------- | ------ |
| Männer            |              |             |             |             |        |
| Jewgeni Timofejew | Riesenslalom | 1:20,90 min | 1:20,13 min | 2:41,03 min | 63     |
| Jewgeni Timofejew | Slalom       | 1:01,56 min | 1:02,37 min | 2:03,93 min | 40     |

### Skilanglauf
| Männer                |        |             |    |               |               |               |               |               |               |    |
| Tariel Dscharkymbajew | Sprint | 4:05,99 min | 79 | ausgeschieden | ausgeschieden | ausgeschieden | ausgeschieden | ausgeschieden | ausgeschieden | 78 |